# 75D/Kohoutek
Pour les articles homonymes, voir Comète Kohoutek et Kohoutek.
75D/Kohoutek, est une comète périodique du système solaire.
Elle a été découverte le 7 mars 1973 à l'observatoire de Hambourg par Luboš Kohoutek.